# Corey Brewer
Pour les articles homonymes, voir Brewer.
Corey Wayne Brewer, né le 5 mars 1986 à Portland au Tennessee, est un ancien joueur américain de basket-ball. Surnommé Drunken Dribbler (dribbleur saoul), il mesure 2,00 m pour 84 kg. Il occupe un poste au sein du staff technique du développement des joueurs, des Pelicans de La Nouvelle-Orléans de la National Basketball Association (NBA).

## Biographie

### Carrière universitaire
Durant ses trois années universitaires, il remporte les titres NCAA 2006 et 2007 avec les Gators de la Floride. Brewer est nommé meilleur joueur du Tournoi NCAA 2007 (Most Outstanding Player).

### Carrière professionnelle

#### Timberwolves du Minnesota (2007-2011)
Le 28 juin 2007, il est drafté par les Timberwolves du Minnesota au septième rang du premier tour de la Draft 2007 de la NBA. Du fait que le numéro 2 soit retiré à Minnesota, en hommage à Malik Sealy, Brewer choisit de prendre le numéro 22. Il adopte officiellement ce numéro lors de la summer league de Las Vegas, au Nevada.
Le 1er décembre 2008, il souffre d'une déchirure des ligaments croisés du genou droit et doit manquer le reste de la saison.

#### Mavericks de Dallas (2011)
Le 22 février 2011, il est transféré aux Knicks de New York dans un transfert entre trois équipes qui inclut le départ des Nuggets de Denver de Carmelo Anthony à New York. Le 1er mars 2011, il est coupé par les Knicks sans avoir joué un seul match avec eux.
Le 3 mars 2011, il signe un contrat de trois ans et huit millions de dollars avec les Mavericks de Dallas. Il remporte le titre de Champion NBA avec les Mavericks qui battent le Heat de Miami en six matchs lors des Finales NBA 2011.

#### Nuggets de Denver (2011-2013)
Le 13 décembre 2011, Brewer et Rudy Fernández sont transférés aux Nuggets de Denver contre un second tour de draft.

#### Retour à Minnesota (2013-2014)
Le 12 juillet 2013, il retourne chez les Timberwolves de Minnesota et signe un contrat de trois ans et quinze millions de dollars.
Le 11 avril 2014, lors de la victoire des siens 112 à 110 contre les Rockets de Houston, Corey Brewer bat son record de points en carrière et égale le record de franchise de Kevin Love avec 51 points à son compteur. Mais, ce record est battu le 13 janvier 2015 par Maurice Williams qui marque 52 points contre les Pacers d'Indiana. Il rejoint Michael Jordan, Allen Iverson et Rick Barry parmi les joueurs à avoir réalisé un match à plus de cinquante points et six interceptions.

#### Rockets de Houston (2014-2017)
Le 19 décembre 2014, Brewer est transféré aux Rockets de Houston dans un transfert entre trois équipes, incluant également les Timberwolves et les Sixers de Philadelphie. Trois jours plus tard, il fait ses débuts avec les Rockets contre les Trail Blazers de Portland ; en 23 minutes, en étant remplaçant, il termine avec 12 points, 4 rebonds, 4 passes décisives, 5 interceptions et un contre remporte le match 110 à 95. Le 1er février 2015, il réalise le meilleur match de sa saison lors de la victoire des siens 98 à 76 contre les Raptors de Toronto en terminant la rencontre avec 26 points et 10 rebonds. Avec les Rockets, Brewer participe à ses quatrièmes playoffs.
Le 3 juillet 2015, il resigne avec les Rockets pour trois ans et 24 millions de dollars.

#### Lakers de Los Angeles (2017-2018)
Le 21 février 2017, il est transféré aux Lakers de Los Angeles avec un premier tour de draft contre Louis Williams. Il est coupé par l'équipe le 28 février 2018.

#### Thunder d'Oklahoma City (2018)
Le 3 mars 2018, Brewer signe un contrat avec le Thunder d'Oklahoma City. Le 16 mars 2018, il marque 22 points et égale son record d'interceptions sur un match, avec un total de 6 dans une victoire 121-113 sur les Clippers de Los Angeles.

#### 76ers de Philadelphie (2019)
Le 15 janvier 2019, Brewer signe un contrat de dix jours avec les 76ers de Philadelphie. Il en signe un second le 25 janvier. Néanmoins, il ne sera pas renouvelé par la franchise pour le reste de la saison.

#### Sacramento Kings (2019-2020)
Le 8 février 2019, il signe un autre contrat de dix jours avec les Kings de Sacramento. Le 18 février, il signe à nouveau un autre contrat de 10 jours, puis un contrat définitif à l'issue des 10 jours.
Après avoir passé la quasi-totalité de la saison 2019-2020 sans équipe, Brewer re-signe avec les Kings le 23 juin 2020.
Le 16 novembre 2020, il annonce qu'il intègre le staff de développement des joueurs, avec l'équipe des Pelicans de La Nouvelle-Orléans, mettant fin à sa carrière de joueur.

## Palmarès
- Champion NBA en 2011 avec les Mavericks de Dallas.
- Champion universitaire NCAA en 2006 et 2007.
- Most Outstanding Player 2007.
- Tennessee Mr. Basketball 2004.

## Statistiques

### Universitaires
| Saison    | Équipe   | Matchs | Titul. | Min./m | % Tir | % 3pts | % LF | Rbds/m. | Pass/m. | Int/m. | Ctr/m. | Pts/m. |
| --------- | -------- | ------ | ------ | ------ | ----- | ------ | ---- | ------- | ------- | ------ | ------ | ------ |
| 2004-2005 | Floride  | 32     | 32     | 24,7   | 51,5  | 43,6   | 58,1 | 3,44    | 1,97    | 1,44   | 0,41   | 7,53   |
| 2005-2006 | Floride  | 39     | 37     | 28,1   | 46,8  | 35,0   | 76,9 | 4,87    | 3,28    | 1,56   | 0,41   | 12,67  |
| 2006-2007 | Floride  | 37     | 37     | 29,0   | 47,3  | 33,6   | 72,3 | 4,68    | 2,95    | 1,86   | 0,41   | 13,24  |
| Carrière  | Carrière | 108    | 106    | 27,4   | 47,9  | 35,6   | 70,8 | 4,38    | 2,78    | 1,63   | 0,41   | 11,34  |

### Professionnelles

#### Saison régulière
| Champion NBA |

| Saison    | Équipe       | Matchs | Titul. | Min./m | % Tir | % 3pts | % LF | Rbds/m. | Pass/m. | Int/m. | Ctr/m. | Pts/m. |
| --------- | ------------ | ------ | ------ | ------ | ----- | ------ | ---- | ------- | ------- | ------ | ------ | ------ |
| 2007-2008 | Minnesota    | 79     | 35     | 22,8   | 37,4  | 19,4   | 80,0 | 3,70    | 1,41    | 0,96   | 0,32   | 5,81   |
| 2008-2009 | Minnesota    | 15     | 8      | 20,5   | 41,1  | 41,7   | 73,7 | 3,27    | 1,67    | 1,00   | 0,20   | 6,20   |
| 2009-2010 | Minnesota    | 82     | 82     | 30,3   | 43,1  | 34,6   | 64,8 | 3,40    | 2,35    | 1,43   | 0,35   | 13,00  |
| 2010-2011 | Minnesota    | 56     | 22     | 24,3   | 38,4  | 26,3   | 70,8 | 2,71    | 1,38    | 1,59   | 0,25   | 8,62   |
| 2010-2011 | Dallas       | 13     | 2      | 11,4   | 49,0  | 30,8   | 71,4 | 1,77    | 0,92    | 0,85   | 0,15   | 5,31   |
| 2011-2012 | Denver       | 59     | 17     | 21,8   | 43,4  | 26,0   | 69,2 | 2,54    | 1,49    | 1,22   | 0,29   | 8,90   |
| 2012-2013 | Denver       | 82     | 2      | 24,4   | 42,5  | 29,6   | 69,0 | 2,87    | 1,50    | 1,44   | 0,28   | 12,07  |
| 2013-2014 | Minnesota    | 81     | 81     | 32,2   | 48,1  | 28,0   | 71,8 | 2,56    | 1,67    | 1,86   | 0,37   | 12,32  |
| 2014-2015 | Minnesota    | 24     | 16     | 28,3   | 41,8  | 19,5   | 70,5 | 3,92    | 3,25    | 2,25   | 0,17   | 10,46  |
| 2014-2015 | Houston      | 56     | 1      | 25,1   | 42,9  | 28,4   | 76,4 | 3,62    | 1,70    | 1,07   | 0,27   | 11,89  |
| 2015-2016 | Houston      | 82     | 12     | 20,4   | 38,4  | 27,2   | 75,0 | 2,43    | 1,33    | 1,02   | 0,23   | 7,20   |
| 2016-2017 | Houston      | 58     | 8      | 15,9   | 41,4  | 23,4   | 72,7 | 1,97    | 1,05    | 0,64   | 0,21   | 4,17   |
| 2016-2017 | L.A. Lakers  | 24     | 3      | 14,9   | 43,8  | 20,8   | 75,0 | 2,17    | 1,50    | 1,00   | 0,33   | 5,38   |
| 2017-2018 | L.A. Lakers  | 54     | 2      | 12,9   | 45,3  | 18,6   | 66,7 | 1,72    | 0,76    | 0,76   | 0,15   | 3,67   |
| 2017-2018 | OKC          | 18     | 16     | 28,6   | 44,4  | 34,3   | 79,5 | 3,39    | 1,33    | 2,11   | 0,33   | 10,11  |
| 2018-2019 | Philadelphie | 7      | 3      | 20,0   | 40,8  | 28,6   | 69,2 | 2,43    | 1,43    | 1,71   | 0,29   | 7,57   |
| 2018-2019 | Sacramento   | 24     | 0      | 14,7   | 44,6  | 33,3   | 73,3 | 2,46    | 1,21    | 0,83   | 0,21   | 4,08   |
| Carrière  | Carrière     | 814    | 310    | 23,0   | 42,5  | 28,4   | 71,3 | 2,80    | 1,53    | 1,25   | 0,27   | 8,71   |

Dernière mise à jour le 22 février 2017.

#### Playoffs
| Saison   | Équipe        | Matchs | Titul. | Min./m | % Tir | % 3pts | % LF | Rbds/m. | Pass/m. | Int/m. | Ctr/m. | Pts/m. |
| -------- | ------------- | ------ | ------ | ------ | ----- | ------ | ---- | ------- | ------- | ------ | ------ | ------ |
| 2011     | Dallas        | 6      | 0      | 3,8    | 44,4  | 33,3   | 0,0  | 0,33    | 0,17    | 0,67   | 0,00   | 1,50   |
| 2012     | Denver        | 7      | 0      | 16,6   | 43,4  | 31,6   | 75,0 | 2,00    | 0,86    | 1,00   | 0,29   | 8,29   |
| 2013     | Denver        | 6      | 0      | 24,4   | 30,9  | 25,0   | 66,7 | 1,83    | 1,17    | 1,00   | 0,17   | 10,83  |
| 2015     | Houston       | 17     | 0      | 25,2   | 43,1  | 28,6   | 63,6 | 2,76    | 1,12    | 0,65   | 0,24   | 11,24  |
| 2016     | Houston       | 5      | 1      | 15,4   | 25,9  | 10,0   | 87,5 | 1,40    | 1,60    | 0,00   | 0,20   | 4,40   |
| 2018     | Oklahoma City | 6      | 6      | 25,2   | 52,0  | 45,5   | 100  | 2,17    | 0,83    | 1,17   | 0,83   | 6,17   |
| Carrière | Carrière      | 47     | 7      | 20,0   | 40,0  | 27,9   | 69,4 | 2,00    | 0,98    | 0,74   | 0,28   | 8,13   |

## Records sur une rencontre en NBA
Les records personnels de Corey Brewer en NBA sont les suivants, :
| Type de statistique        | Saison régulière | Saison régulière      | Saison régulière | Playoffs | Playoffs                   | Playoffs      |
| Type de statistique        | Record           | Adversaire            | Date             | Record   | Adversaire                 | Date          |
| -------------------------- | ---------------- | --------------------- | ---------------- | -------- | -------------------------- | ------------- |
| Points                     | 51               | Rockets de Houston    | 11 avril 2014    | 22       | @ Mavericks de Dallas      | 26 avril 2015 |
| Paniers marqués            | 19               | Rockets de Houston    | 11 avril 2014    | 9        | @ Mavericks de Dallas      | 26 avril 2015 |
| Paniers tentés             | 30               | Rockets de Houston    | 11 avril 2014    | 16       | Warriors de Golden State   | 23 avril 2013 |
| Paniers à 3 points réussis | 6                | 2 fois                | 2 fois           | 3        | 3 fois                     | 3 fois        |
| Paniers à 3 points tentés  | 9                | 2 fois                | 2 fois           | 11       | Warriors de Golden State   | 23 avril 2013 |
| Lancers francs réussis     | 11               | Rockets de Houston    | 11 avril 2014    | 6        | @ Warriors de Golden State | 27 mai 2015   |
| Lancers francs tentés      | 15               | Rockets de Houston    | 11 avril 2014    | 8        | @ Warriors de Golden State | 28 avril 2013 |
| Rebonds offensifs          | 7                | Rockets de Houston    | 2 avril 2019     | 3        | @ Clippers de Los Angeles  | 14 mai 2015   |
| Rebonds défensifs          | 14               | @ Hawks d'Atlanta     | 6 décembre 2007  | 7        | @ Clippers de Los Angeles  | 14 mai 2015   |
| Rebonds totaux             | 18               | @ Hawks d'Atlanta     | 6 décembre 2007  | 10       | @ Clippers de Los Angeles  | 14 mai 2015   |
| Passes décisives           | 9                | Lakers de Los Angeles | 14 décembre 2014 | 6        | @ Warriors de Golden State | 16 avril 2016 |
| Interceptions              | 6                | 6 fois                | 6 fois           | 3        | 4 fois                     | 4 fois        |
| Contres                    | 3                | 5 fois                | 5 fois           | 1        | 13 fois                    | 13 fois       |
| Balles perdues             | 7                | Bucks de Milwaukee    | 26 novembre 2014 | 3        | 3 fois                     | 3 fois        |
| Minutes jouées             | 48               | @ Mavericks de Dallas | 19 mars 2014     | 34       | Jazz de l'Utah             | 15 avril 2018 |

- Double-double : 5 (dont 1 en playoffs)
- Triple-double : 0